# Џони
Џахид Гусејнов (азер. Cahid Əfrail oğlu Hüseynli; рођен 29. фебруара 1996) руски је певач азербејџанског порекла. Познат је публици широм Русије и државама некадашњег Совјетског Савеза. Његове песме броје милионе прегледа на Јутјубу и заузимају висока места на топ-листама радио-станица у Русији и шире. Изјашњава се као соло певач поп музике и, тренутно, има склопљен уговор са музичком кућом Раава.
Рођен је у Бакуу, а са четири године, заједно са својом породицом, преселио се у Москву. Тамо је завршио основну школу и, на наговор оца, уписао Државни универзитет за менаџмент у Москви. Иако му је сан био да се бави музиком или глумом, завршио је факултет и почео да ради заједно са оцем у породичној фирми. За све то време није одустајао од музике. Снимао је прераде познатих песама и постављао их је на свој инстаграм профил. Када је схватио да жели да се бави музиком професионално, затражио је од оца шансу да проба да изгради музичку каријеру. Након пар неуспелих сарадњи, Џони склапа уговор са продуцентом музичке куће Раава, Елманом. Прва песма коју је снимио за ову кућу била је Пустой стакан 2018. године. Након ње, уследило је још песама, попут Френдзона, Аллея и Звезда. Од потписивања уговора па до данас, Џони је, заједно са осталим колегама ове куће, Елманом, Андром и Гафуром, наступао широм Русије, Азербејџана, Таџикистана, Казахстана, Јерменије, Узбекистана.

## Породица
Џахид Гусејнов, познатији као Џони, рођен је у Бакуу, 29. фебруара 1996. године. Његов отац Афраил бави се приватним бизнисом, док је његова мајка Амина психолог. Џони је млађе дете у породици Гусејнов, његов старији брат Турал је стоматолог. До своје четврте године Џони је са својом породицом живео у родном Бакуу, у Азербејџану. Након тога породица Гусејнов одлучује да се пресели и одлазе у Русију.

## Младост
Џони је похађао основну школу 1925 у Новокосину, једном од московских округа. Тамо је завршио девет разреда школе, а 10. и 11. разред је завршио ванредно. Већ на самом почетку школовања Џони је наишао на потешкоће због свог порекла. Услов да крене у први разред, који му је директорка школе поставила, био је језик. Морао је за 3 месеца да научи руски језик, што је на крају и успео. У једном од својих интервјуа наводи: „Нисам разумео зашто морам да учим руски, а сви око мене не морају да уче азербејџански (смех).“ Касније је додао и да је своје другове из разреда учио азербејџански. Као дечак волео је да гледа познати цртани Џони Браво и мајка га је у шали звала Џони. Када је кренуо у школу остала деца из разреда су често забораљала његово име и тада је почео да се представља као Џони.
Окружен музичарима од детињства је сањао да постане уметник и да се бави музиком, сан му је био да глуми у неком филму и у свему томе га је мајка Амина подржавала. Након завршетка школе требало је да упише Музичку академију и да свира виолину. Међутим, на наговор оца са 16 година уписује Државни универзитет за менаџмент у Москви (рус. Государственный университет управления (ГУУ)). Жеља његовог оца Афраила била је да Џахид, као млађи син, наследи породични посао и ради у породичној фирми. Тада је Џони одлучио да му музика буде хоби и да се њом бави у слободно време. Током студирања је са својим пријатељима певао и свирао за потребе факултета, али и ван њега. Певао је на наступима и такмичио се у музичким такмичењима. Временом је почео да снима прераде познатих нумера и да их објављује на свој инстаграм профил. По завршетку факултета почео је да ради са оцем, али је музика и даље била саставни део његовог живота.

## Каријера

### 2018: Инстаграм прераде познатих песама
У први мах, прераде које је Џони постављао на инстаграм профил нису наилазиле на одушевљење шире јавности. Паралелно са послом у фирми, наступима са пријатељима, Џони је писао и своје песме. Више пута у интервјуима које је давао наводио је да је период кроз који је тада пролазио био „јако непродуктиван за њега“. Тада је одлучио да промени свој живот тиме што ће покушати да се у потпуности посвети изградњи своје музичке каријере. Склопио је договор са оцем и уз то обећао да ће се, уколико не успе у музици, вратити код њега и „признати му да је будала“.
У пар наврата је сарађивао са људима чија имена није откривао. Сарадња са њима није успела јер су се, како он наводи, понашали веома ружно. За то време није желео да одустане од каријере и написао је 5 песама. Људи који познају руско тржиште рекли су му да песме које пише и музика коју прави нису за Русију. Послушао је те савете и почео је да своју музику прилагођава руском тржишту. Џони је радио на свом певању и настојао је да пронађе јединствену боју гласа и начин певања који ће му омогућити да буде препознатљив у свом послу. За то време, прераде песама су почеле да се допадају све већем броју људи и број пратиоца се повећавао.
Инстаграм профил на ком је постављао своје прераде познатих песама му је помогао у изградњи каријере. Продуцент музичке куће Раава (енг. RААVA MUSIC COMPANY), Елман Зејналов (рус. Эльман Зейналов) приметио га је на овој друштвеној мрежи и позвао на кастинг. Након преговора дошло је до склапања уговора. Прва нумера коју је снимио била је песма Пустой стакан. Објављена је 19. новембра 2018. године и одмах је доживела успех. Први наступ уследио је крајем децембра исте године на концерту ЖАРА в Вегасе када је Џони извео своју нумеру Пустой стакан. Од тада Џони, заједно са осталим члановима ове музичке куће, Елманом и Андром, а однедавно и Гафуром, почиње да снима песме и наступа широм Русије.

### 2019—данас: Успон у каријери
На самом почетку 2019. године, 1. јануара објављена је и песма Френдзона, још једна нумера која је убрзо постала хит и нашла се на топ-листама многих радио-станица, не само у Русији већ и у државама бившег Совјетског Савеза. Џони је изјавио да је песму написао за пријатеља који није знао како да девојци која му се допада да до знања да не жели да јој остане само пријатељ. Ова песма је требало да остане у приватној архиви, али након што ју је продуцент чуо успео је Џонија да убеди да је сними и објави. Песма је на јутјубу доживела успех и броји преко 40 милиона прегледа. Убрзо након тога, Џони је снимио још успешнију нумеру под називом Звезда. Ова песма се нашла на инстаграм профилима многих познатих личности са запада који су је поделили, међу којима је био и Тони Махфуд. Текст ове песме испирисан је певачевим животом и сматра је најдражом од свих. Са циљем да настави континуитет који је започео, написао је песму Аллея, за коју је снимио и спот. Песма је објављена на јутјубу 20. марта 2019. године. Заузимала је високо место на топ-листама руских радио-станица и тренутно броји више од 58 милиона прегледа на јутјубу.
Иако се Џони изјашњава као соло певач, до сад је имао две сарадње и снимио два дуета. Песму Кроссы снимио је са својим колегом и продуцентом Елманом, а песму Без тебя я не я снимио је у сарадњи са руским двојцем азербејџанског порекла, односно Хамали и Наваи (рус. HammAli & Navai).
Свој први солистички концерт одржао је 9. маја у московском клубу IZI Concert Hall, а са својим колегама Елманом и Андром наступао је широм Русије и у многим градовима Азербејџана, Таџикистана, Казахстана, Туркменистана, Јерменије, Украјине.
| Назив песме      | Датум и година      |
| ---------------- | ------------------- |
| Пустой стакан    | 19. новембар 2018.  |
| Френдзона        | 1. јануар 2019.     |
| Звезда           | 28. јануар 2019.    |
| Аллея            | 20. март 2019.      |
| Лали             | 20. јун 2019.       |
| Дай мне руку     | 20. јун 2019.       |
| Love your voice  | 20. јун 2019.       |
| Ты меня пленила  | 20. јун 2019.       |
| Комета           | 17. септембар 2019. |
| Ты беспощадна    | 14. мај 2020.       |
| Мир сошёл с ума  | 20. август 2020.    |
| Ты пари          | 20. август 2020.    |
| А за окном дожди | 20. август 2020.    |
| Небесные розы    | 20. август 2020.    |
| Пустота          | 26. новембар 2020.  |
| Падаю — поймай   | 18. фебруар 2021.   |

| Назив песме     | Сарадници      | Датум и година  |
| --------------- | -------------- | --------------- |
| Кроссы          | Елман          | 11. март 2019.  |
| Без тебя я не я | Хамали и Наваи | 18. април 2019. |

## Лични живот
Џони сам пише све своје песме. У томе му помаже његов продуцент звука који смишља ритмове. Пре него што јавност чује сваку његову песму, Џони се констатује са својом породицом и најближим пријатељима и наводи да тада постаје сигуран да ли нека песма ваља или не. У једном интервјуу навео је да у својој соби поред кревета има клавир, тако да у било које доба може да одсвира и сними мелодију коју смисли.
Тренутно није ожењен, нема девојку, а о свом љубавном животу не говори у јавности. Живи у Москви са својим пријатељима и колегама, Елманом и Андром у истој кући. Не воли зиму у Русији, па током зимских месеци воли да одпутује у неке топлије крајеве. У слободно време тренира и бави се спортом. Од страних извођача воли да слуша Кристину Агилеру и Џеси Џеј, Бруна Марса, Зејна Малика. Тренутно учи да свира клавир.  Сан му је да се опроба као глумац и да ради филмску музику.